# Силва, Жералдо Жозе да
Жералдо Жозе́ да Силва (порт.-браз. Geraldo José da Silva; 6 марта 1936, по другим данным 6 апреля 1936, Ресифи — 21 апреля 2013, Сорокаба), также называемый Жералдо II (порт.-браз. Geraldo II) — бразильский футболист, левый нападающий.

## Карьера
Жералдо Жозе начал карьеру в молодёжном составе команды «Ферровиарио» из Ресифи. В 1955 году он подписал профессиональный контракт с первым составом клуба. Заработная плата футболиста составила 3000 крузейро в месяц. В том же году он перешёл в
«Наутико». В 1960 году Жералдо Жозе помог команде выиграть чемпионат штата Пернамбуку. В 1961 году нападающий был куплен клубом «Палмейрас», заплативший за трансфер футболиста сумму в 4 миллиона крузейро. 11 февраля он дебютировал в составе команды в матче с «Универсидад де Чили» (3:0), где забил гол. В том же году Жералдо участвовал в розыгрыше Кубка Либертадорес. 11 мая он забил победный в розыгрыше этого турнира в матче с «Индепендьенте». «Палмейрас» дошёл до финала турнира, в котором проиграл «Пеньяролю». В 1963 году Жералдо Жозе выиграл с клубом чемпионат штата Сан-Паулу, при этом в розыгрыше турнира он сыграл лишь один матч.
В сентябре 1963 года Жералдо Жозе перешёл во «Фламенго». 29 сентября он дебютировал в составе команды в матче с «Канто до Рио» (3:0) в чемпионате штата Рио-де-Жанейро, где забил гол. На том же турнире он отыграл девять матчей, забив 2 гола. Эти игры стали единственными, проведёнными Жералдо за клуб. 15 декабря форвард сыграл последнюю встречу за «Фламенго» против «Флуминенсе» (0:0). В следующем году Жералдо возвратился в «Палмейрас», сыграв пять матчей. Всего за клуб футболист сыграл в 104 матчах и забил 40 голов, по другим данным 103 матча и 41 гол. В 1964 году Жералдо Жозе вновь перешёл в «Наутико». В том же годуон выиграл свой второй чемпионат штата Пернамбуку.
В 1965 году Жералдо стал игроком «Коринтианса». 28 марта он дебютировал в составе команды в матче с «Ботафого» (1:1). 25 июля он забил первый мяч за клуб, поразив ворота «Прудентины» (3:2). 25 января 1966 года Жералдо сыграл последний матч в составе команды против сборной СССР, в котором его команда победила со счётом 3:1. Всего за «Коринтианс» футболист провёл 38 матчей и забил 9 голов, , по другим данным 8 голов, из которых 16 встреч и 4 мяча в чемпионате штата и 11 игр и 2 гола в турнире Рио-Сан-Паулу. Затем он играл за клубы «Понте-Прета», «Спорт Ресифи», «Сан-Бенту», «Насьонал» из Манауса, «Кампиненсе» и «Америку».
Завершил игровую карьеру нападающий в клубе «Жуазейру». Последние годы жизни Жералдо Жозе посвятил работе в Эсколинья-ду-Жералдо, собственной футбольной школе для детей. Это был социальный проект, рассчитанный на бедные слои населения. Школа находилась в районе Барселона и собирала местных детей по субботам для тренировок по футболу. В возрасте 77 лет Жералдо скончался. Он был похоронен на кладбище Саудаде в Сорокабе.

## Международная статистика
| Матчи Жералдо Жозе за сборную Бразилии | Матчи Жералдо Жозе за сборную Бразилии | Матчи Жералдо Жозе за сборную Бразилии | Матчи Жералдо Жозе за сборную Бразилии | Матчи Жералдо Жозе за сборную Бразилии | Матчи Жералдо Жозе за сборную Бразилии | Матчи Жералдо Жозе за сборную Бразилии |
| -------------------------------------- | -------------------------------------- | -------------------------------------- | -------------------------------------- | -------------------------------------- | -------------------------------------- | -------------------------------------- |
| №                                      | Дата                                   | Место проведения                       | Оппонент                               | Счёт                                   | Голы                                   | Турнир                                 |
| 1                                      | 12 декабря 1959                        | Гуаякиль                               | Уругвай                                | 0:3                                    | —                                      | Чемпионат Южной Америки                |
| 2                                      | 12 декабря 1959                        | Гуаякиль                               | Уругвай                                | 0:3                                    | —                                      | Чемпионат Южной Америки                |
| 3                                      | 19 декабря 1959                        | Гуаякиль                               | Эквадор                                | 3:1                                    | 1                                      | Чемпионат Южной Америки                |
| 4                                      | 22 декабря 1959                        | Гуаякиль                               | Аргентина                              | 1:4                                    | 1                                      | Чемпионат Южной Америки                |
| 5                                      | 27 декабря 1959                        | Гуаякиль                               | Эквадор                                | 2:1                                    | —                                      | Товарищеский матч                      |
| 6                                      | 16 ноября 1965                         | Лондон                                 | Арсенал (Лондон)                       | 0:2                                    | —                                      | Товарищеский матч                      |

## Достижения
- Чемпион штата Пернамбуку: 1960, 1964
- Чемпион штата Сан-Паулу: 1963
- Чемпион штата Рио-де-Жанейро: 1963

## Личная жизнь
Жералдо Жозе был женат на Марлене Коутиньо Силве. У них было трое детей — Жералдо, Шейла и Педро.